# Unione Calcio Sampdoria 1998-1999
Questa voce raccoglie le informazioni riguardanti l'Unione Calcio Sampdoria nelle competizioni ufficiali della stagione 1998-1999.

## Stagione
Nella stagione 1998-1999 la Sampdoria, con una rosa rinnovata, partecipa già in piena estate alla Coppa Intertoto, venendo eliminata dai connazionali del Bologna al quarto turno. In campionato, la squadra inizia discretamente ma un infortunio occorso al bomber Vincenzo Montella priva i doriani del centravanti per buona parte della stagione: senza i suoi gol, la squadra paga l'inesperienza e non ottiene risultati positivi, uscendo dalla Coppa Italia (sempre per mano del Bologna) e ritrovandosi relegata nei bassifondi della classifica. A metà dicembre, all'indomani della sconfitta per (5-2) contro la Lazio, Luciano Spalletti viene esonerato: al suo posto arriva David Platt che, sprovvisto del patentino di allenatore, viene affiancato da Giorgio Veneri in panchina. All'esordio con i due tecnici la Sampdoria raccoglie un pareggio (2-2), contro il Milan, il risultato si dimostra però effimero, dato che nelle giornate seguenti, i liguri ottengono solo tre punti (in sei partite).
In seguito alla sconfitta di Perugia (2-0), Platt rassegna le dimissioni nonostante la fiducia della società. La conduzione tecnica viene quindi affidata di nuovo a Luciano Spalletti, nonostante gli evidenti sforzi e il buon gioco espresso dall'allenatore toscano, non sono sufficienti il rientro di Vincenzo Montella ed i 21 punti raccolti nelle ultime 15 giornate per agguantare la salvezza e mantenere la massima serie. Il tardivo tentativo di rimonta viene complicato dall'incapacità di fare punti in trasferta, da dove arriva una sola vittoria e 7 punti totali, in tutto l'arco del campionato, e viene vanificato il 16 maggio quando, alla penultima giornata, i liguri pareggiano (2-2) sul campo del Bologna, vera bestia nera della stagione doriana, la rete che sancisce il pareggio, e la conseguente retrocessione dei doriani, viene siglata al 94' su un contestatissimo calcio di rigore assegnato dall'arbitro Alfredo Trentalange, che in seguito ammetterà la rilevanza del proprio errore.
Nella Coppa Italia il doria supera nel doppio confronto dei sedicesimi il Verona, poi negli ottavi viene estromessa dal torneo dal Bologna, ancora da un rigore non contestato, subito al novantesimo.

## Divise e sponsor

Il neoacquisto Ariel Ortega in azione con la prima divisa sampdoriana dell'annata

Lo sponsor tecnico per la stagione 1998-1999 è Asics, mentre lo sponsor ufficiale è Daewoo.
| Casa | Trasferta | Terza divisa |  |

## Organigramma societario
Area direttiva
- Presidente: Enrico Mantovani

Area tecnica
- Allenatore: Luciano Spalletti, da dicembre  David Platt, da febbraio Luciano Spalletti

## Rosa
| N. |                       | Ruolo | Calciatore                |
| -- | --------------------- | ----- | ------------------------- |
| 1  | Italia (bandiera)     | P     | Fabrizio Ferron           |
| 2  | Italia (bandiera)     | D     | Marcello Castellini       |
| 3  | Italia (bandiera)     | D     | Stefano Nava              |
| 4  | Italia (bandiera)     | C     | Marco Franceschetti       |
| 5  | Italia (bandiera)     | D     | Moreno Mannini (capitano) |
| 6  | Italia (bandiera)     | D     | David Balleri             |
| 7  | Italia (bandiera)     | D     | Emanuele Pesaresi         |
| 8  | Francia (bandiera)    | C     | Pierre Laigle             |
| 9  | Italia (bandiera)     | A     | Vincenzo Montella         |
| 10 | Argentina (bandiera)  | A     | Ariel Ortega              |
| 11 | Italia (bandiera)     | A     | Francesco Palmieri        |
| 12 | Italia (bandiera)     | P     | Luca Fuselli              |
| 13 | Jugoslavia (bandiera) | C     | Bratislav Živković        |
| 14 | Italia (bandiera)     | C     | Vincenzo Iacopino         |
| 15 | Portogallo (bandiera) | D     | Hugo                      |
| 16 | Argentina (bandiera)  | C     | Gastón Córdoba            |

| N. |                           | Ruolo | Calciatore          |
| -- | ------------------------- | ----- | ------------------- |
| 17 | Brasile (bandiera)        | A     | Catê                |
| 18 | Italia (bandiera)         | C     | Marco Sgrò          |
| 19 | Italia (bandiera)         | C     | Simone Vergassola   |
| 20 | Jugoslavia (bandiera)     | A     | Zoran Jovičić       |
| 21 | Italia (bandiera)         | C     | Matteo Solari       |
| 22 | Italia (bandiera)         | P     | Marco Ambrosio      |
| 23 | Italia (bandiera)         | D     | Alessandro Grandoni |
| 24 | Costa d'Avorio (bandiera) | D     | Saliou Lassissi     |
| 25 | Jugoslavia (bandiera)     | D     | Nenad Sakić         |
| 26 | Italia (bandiera)         | C     | Fabrizio Ficini     |
| 28 | Italia (bandiera)         | D     | Guglielmo Stendardo |
| 29 | Italia (bandiera)         | A     | Giovanni Piredda    |
| 30 | Italia (bandiera)         | A     | Simone Aloe         |
| 31 | Inghilterra (bandiera)    | A     | Lee Sharpe          |
| 32 | Brasile (bandiera)        | C     | Doriva              |

## Calciomercato

### Acquisti
24.  Saliou Lassissi, preso in prestito dal Parma
07.  Fabio Pecchia, preso dalla Juventus
31.  Lee Sharpe, preso in prestito dal Bradford City
32.  Doriva, preso dal Porto
10.  Ariel Ortega, preso dal Valencia

### Cessioni
24.  Mattia Biso
16.  Gastón Córdoba, ceduto al Colón
24.  Oumar Dieng, ceduto all'Auxerre
26.  Fabrizio Ficini, ceduto in prestito alla Fiorentina
27.  Edivan Francisco Paco Soares, ceduto in prestito all'Empoli
07.  Emanuele Pesaresi, ceduto in prestito al Napoli
20.  Juan Sebastián Verón, ceduto al Parma

## Risultati

### Serie A

#### Girone di andata
| Arbitro: | Messina (Bergamo) |

|                            |           |                                  |
| Bachini 15’ M. Amoroso 41’ | Marcatori | 32’ (aut.) Bertotto 36’ Montella |

| Arbitro: | De Santis (Tivoli) |

|            |           |           |
| Laigle 21’ | Marcatori | 48’ Olive |

| Arbitro: | Borriello (Mantova) |

|                                                  |           |  |
| Kallon 7’, 76’ Muzzi 55’ Vasari 69’ Berretta 78’ | Marcatori |  |

| Arbitro: | Tombolini (Ancona) |

|                              |           |                |
| F. Palmieri 61’ Iacopino 74’ | Marcatori | 26’ Delvecchio |

| Arbitro: | Collina (Viareggio) |

|                                                                 |           |                   |
| Vierchowod 3’ S. Inzaghi 42’ (rig.) Manighetti 73’ Rastelli 86’ | Marcatori | 28’ (rig.) Ortega |

| Arbitro: | Ceccarini (Livorno) |

|                                 |           |  |
| F. Palmieri 19’, 73’ Ortega 70’ | Marcatori |  |

| Arbitro: | Bolognino (Milano) |

|                     |           |  |
| F. Inzaghi 34’, 59’ | Marcatori |  |

| Arbitro: | Bettin (Padova) |

|                   |           |  |
| Ortega 50’ (rig.) | Marcatori |  |

| Arbitro: | Trentalange (Torino) |

|                                              |           |  |
| Djorkaeff 6’ (rig.), 17’ (rig.) Zamorano 80’ | Marcatori |  |

| Genova 22 novembre 1998 10ª giornata | Sampdoria       | 0 – 0 referto | Vicenza | Stadio Luigi Ferraris\| Arbitro: \| Boggi (Salerno) \| |
| Arbitro:                             | Boggi (Salerno) |               |         |                                                        |

| Venezia 29 novembre 1998 11ª giornata | Venezia                                | 0 – 0 referto | Sampdoria | Stadio Pierluigi Penzo\| Arbitro: \| Pellegrino (Barcellona Pozzo di Gotto) \| |
| Arbitro:                              | Pellegrino (Barcellona Pozzo di Gotto) |               |           |                                                                                |

| Arbitro: | Treossi (Forlì) |

|  |           |                 |
|  | Marcatori | 45’, 47’ Chiesa |

| Arbitro: | Collina (Viareggio) |

|                                                  |           |                                    |
| Mihajlovic 29’, 45’, 52’ Stankovic 83’ Salas 93’ | Marcatori | 37’ (rig.), 56’ (rig.) F. Palmieri |

| Arbitro: | Bettin (Padova) |

|                            |           |                           |
| F. Palmieri 58’ Ortega 86’ | Marcatori | 38’ Leonardo 73’ Bierhoff |

| Arbitro: | Collina (Viareggio) |

|               |           |  |
| Rui Costa 28’ | Marcatori |  |

| Arbitro: | Tombolini (Ancona) |

|                 |           |             |
| F. Palmieri 63’ | Marcatori | 13’ Signori |

| Arbitro: | Bolognino (Milano) |

|                                         |           |            |
| Masinga 35’ G. De Rosa 47’ Olivares 70’ | Marcatori | 66’ Laigle |

#### Girone di ritorno
| Arbitro: | Bettin (Padova) |

|            |           |         |
| Ortega 52’ | Marcatori | 3’ Sosa |

| Arbitro: | Boggi (Salerno) |

|                            |           |  |
| Kaviedes 21’ Matrecano 26’ | Marcatori |  |

| Genova 7 febbraio 1999 20ª giornata | Sampdoria          | 0 – 0 referto | Cagliari | Stadio Luigi Ferraris\| Arbitro: \| De Santis (Tivoli) \| |
| Arbitro:                            | De Santis (Tivoli) |               |          |                                                           |

| Arbitro: | Farina (Novi Ligure) |

|                                        |           |              |
| Fabio Junior 10’ Paulo Sergio 84’, 88’ | Marcatori | 15’ Lassissi |

| Arbitro: | De Santis (Tivoli) |

|                                           |           |                                |
| Montella 23’ (rig.) Laigle 34’ Ortega 57’ | Marcatori | 70’ Piovani 82’ (rig.) Dionigi |

| Arbitro: | Pellegrino (Barcellona Pozzo di Gotto) |

|  |           |             |
|  | Marcatori | 31’ Pecchia |

| Arbitro: | Farina (Novi Ligure) |

|            |           |                               |
| Ortega 64’ | Marcatori | 74’ N. Amoruso 90’ F. Inzaghi |

| Arbitro: | Trentalange (Torino) |

|                        |           |  |
| Kolouesk 61’ Fresi 84’ | Marcatori |  |

| Arbitro: | Tombolini (Ancona) |

|                                          |           |  |
| Montella 12’, 52’ (rig.), 66’ Ortega 69’ | Marcatori |  |

| Arbitro: | Racalbuto (Gallarate) |

|                     |           |  |
| Negri 51’ Otero 73’ | Marcatori |  |

| Arbitro: | Pellegrino (Barcellona Pozzo di Gotto) |

|                             |           |               |
| Montella 6’ (rig.) Caté 72’ | Marcatori | 52’ Valtolina |

| Arbitro: | Tombolini (Ancona) |

|             |           |                     |
| Sensini 43’ | Marcatori | 53’ (rig.) Montella |

| Arbitro: | Bazzoli (Merano) |

|  |           |              |
|  | Marcatori | 60’ C. Vieri |

| Arbitro: | Braschi (Prato) |

|                                                  |           |                                |
| Ambrosini 17’ Leonardo 79’ Castellini 90’ (aut.) | Marcatori | 59’ Montella 86’ Franceschetti |

| Arbitro: | Bettin (Padova) |

|                                   |           |                            |
| Montella 29’, 51’ F. Palmieri 78’ | Marcatori | 20’ Rui Costa 41’ Heinrich |

| Arbitro: | Trentalange (Torino) |

|                            |           |                  |
| Ingesson 27’, 90+4’ (rig.) | Marcatori | 5’, 38’ Montella |

| Arbitro: | Farina (Novi Ligure) |

|            |           |  |
| Doriva 32’ | Marcatori |  |

### Coppa Italia
| Arbitro: | Roberto Rosetti |

|                         |           |  |
| Ortega 14’ Montella 59’ | Marcatori |  |

| Arbitro: | Pierpaolo Rossi |

|                     |           |  |
| Pesaresi 10’ (aut.) | Marcatori |  |

| Genova 28 ottobre 1998, ore 20:30 Ottavi di finale - Andata | Sampdoria                  | 0 – 0 | Bologna | Stadio Ferraris (7.136 spett.)\| Arbitro: \| Domenico Messina (Bergamo) \| |
| Arbitro:                                                    | Domenico Messina (Bergamo) |       |         |                                                                            |

| Arbitro: | Alfredo Trentalange (Torino) |

|                                  |           |                |
| Signori 65’ Kolyvanov 89’ (rig.) | Marcatori | 8’ F. Palmieri |

### Coppa Intertoto
| Arbitro: | Bré |

|                          |           |  |
| F. Palmieri 37’ Caté 67’ | Marcatori |  |

| Arbitro: | Dunn |

|             |           |  |
| Drabinec 2’ | Marcatori |  |

| Harelbeke 19 luglio 1998 3º turno - Andata | K.R.C. Harelbeke | 0 – 0 | Sampdoria | Forestiersstadion\| Arbitro: \| Dauden Ibanez \| |
| Arbitro:                                   | Dauden Ibanez    |       |           |                                                  |

| Arbitro: | Albrecht |

|                                          |           |  |
| F. Palmieri 32’ Montella 36’, 84’ (rig.) | Marcatori |  |

| Arbitro: | Fernandez Marin |

|                                             |           |              |
| K. Andersson 2’ Paramatti 31’ Kolyvanov 89’ | Marcatori | 17’ Palmieri |

| Arbitro: | Uzunov |

|                 |           |  |
| F. Palmieri 26’ | Marcatori |  |

## Statistiche

### Andamento in campionato
| Giornata  | 1 | 2 | 3  | 4  | 5  | 6  | 7  | 8  | 9  | 10 | 11 | 12 | 13 | 14 | 15 | 16 | 17 | 18 | 19 | 20 | 21 | 22 | 23 | 24 | 25 | 26 | 27 | 28 | 29 | 30 | 31 | 32 | 33 | 34 |
| --------- | - | - | -- | -- | -- | -- | -- | -- | -- | -- | -- | -- | -- | -- | -- | -- | -- | -- | -- | -- | -- | -- | -- | -- | -- | -- | -- | -- | -- | -- | -- | -- | -- | -- |
| Luogo     | T | C | T  | C  | T  | C  | T  | C  | T  | C  | T  | C  | T  | C  | T  | C  | T  | C  | T  | C  | T  | C  | T  | C  | T  | C  | T  | C  | T  | C  | T  | C  | T  | C  |
| Risultato | N | N | P  | V  | P  | V  | P  | V  | P  | N  | N  | P  | P  | N  | P  | N  | P  | N  | P  | N  | P  | V  | V  | P  | P  | V  | P  | V  | N  | P  | P  | V  | N  | V  |
| Posizione | 8 | 8 | 13 | 10 | 14 | 11 | 15 | 11 | 13 | 13 | 14 | 14 | 15 | 15 | 16 | 16 | 17 | 18 | 18 | 17 | 18 | 15 | 14 | 14 | 17 | 17 | 16 | 16 | 16 | 17 | 17 | 17 | 16 | 16 |

Fonte:  Italy » Serie A 1998/1999 » Results & Tables, su worldfootball.net.
Legenda:

Luogo: C = Casa; T = Trasferta. Risultato: V = Vittoria; N = Pareggio; P = Sconfitta.

### Statistiche dei giocatori
| Giocatore        | Serie A  | Serie A | Serie A     | Serie A    | Coppa Italia | Coppa Italia | Coppa Italia | Coppa Italia | Coppa Intertoto | Coppa Intertoto | Coppa Intertoto | Coppa Intertoto | Totale   | Totale | Totale      | Totale     |
| Giocatore        | Presenze | Reti    | Ammonizioni | Espulsioni | Presenze     | Reti         | Ammonizioni  | Espulsioni   | Presenze        | Reti            | Ammonizioni     | Espulsioni      | Presenze | Reti   | Ammonizioni | Espulsioni |
| ---------------- | -------- | ------- | ----------- | ---------- | ------------ | ------------ | ------------ | ------------ | --------------- | --------------- | --------------- | --------------- | -------- | ------ | ----------- | ---------- |
| S. Aloe          | 1        | 0       | 0           | 0          | 0            | 0            | 0            | 0            | 0               | 0               | 0               | 0               | 1        | 0      | 0           | 0          |
| M. Ambrosio      | 7        | -?      | 0           | 0          | 1            | -?           | 0            | 0            | 1               | -?              | 0               | 0               | 9        | -?     | 0           | 0          |
| D. Balleri       | 30       | 0       | 6           | 0          | 2            | 0            | 0            | 1            | 6               | 0               | 2               | 0               | 38       | 0      | 8           | 1          |
| M. Biso          | -        | -       | -           | -          | 1            | 0            | 0            | 0            | 0               | 0               | 0               | 0               | 1        | 0      | 0           | 0          |
| M. Castellini    | 27       | 0       | 7           | 0          | 2            | 0            | 0            | 0            | 2               | 0               | 1               | 0               | 31       | 0      | 8           | 0          |
| Catê             | 15       | 1       | 0           | 1          | 3            | 0            | 0            | 0            | 5               | 1               | 0               | 0               | 23       | 2      | 0           | 1          |
| O. Dieng         | -        | -       | -           | -          | -            | -            | -            | -            | 1               | 0               | 0               | 0               | 1        | 0      | 0           | 0          |
| Doriva           | 17       | 1       | 3           | 0          | -            | -            | -            | -            | -               | -               | -               | -               | 17       | 1      | 3           | 0          |
| G. Córdoba       | -        | -       | -           | -          | 2            | 0            | 0            | 0            | 1               | 0               | 0               | 0               | 3        | 0      | 0           | 0          |
| F. Ferron        | 31       | -?      | 1           | 0          | 3            | -?           | 1            | 0            | 5               | -?              | 0               | 0               | 39       | -?     | 2           | 0          |
| F. Ficini        | 9        | 0       | 2           | 1          | 2            | 0            | 0            | 1            | 6               | 0               | 2               | 0               | 17       | 0      | 4           | 2          |
| M. Franceschetti | 23       | 1       | 8           | 1          | 2            | 0            | 0            | 0            | 0               | 0               | 0               | 0               | 25       | 1      | 8           | 1          |
| L. Fuselli       | 0        | -0      | 0           | 0          | 0            | -0           | 0            | 0            | 0               | -0              | 0               | 0               | 0        | -0     | 0           | 0          |
| A. Grandoni      | 31       | 0       | 6           | 0          | 4            | 0            | 0            | 0            | 6               | 0               | 0               | 0               | 41       | 0      | 6           | 0          |
| V. Iacopino      | 17       | 1       | 0           | 1          | 4            | 0            | 1            | 1            | 6               | 0               | 0               | 0               | 27       | 1      | 1           | 2          |
| Z. Jovičić       | 0        | 0       | 0           | 0          | 1            | 0            | 0            | 0            | 0               | 0               | 0               | 0               | 1        | 0      | 0           | 0          |
| P. Laigle        | 31       | 3       | 4           | 0          | 3            | 0            | 0            | 0            | 4               | 0               | 1               | 0               | 38       | 3      | 5           | 0          |
| S. Lassissi      | 19       | 1       | 4           | 3          | 1            | 0            | 0            | 1            | 0               | 0               | 0               | 0               | 20       | 1      | 4           | 4          |
| M. Mannini       | 10       | 0       | 2           | 0          | 1            | 0            | 0            | 0            | 6               | 0               | 2               | 0               | 17       | 0      | 4           | 0          |
| V. Montella      | 22       | 12      | 3           | 0          | 1            | 1            | 0            | 0            | 6               | 3               | 1               | 0               | 29       | 16     | 4           | 0          |
| S. Nava          | 9        | 0       | 1           | 0          | 3            | 0            | 2            | 0            | 2               | 0               | 0               | 0               | 14       | 0      | 3           | 0          |
| A. Ortega        | 27       | 8       | 9           | 2          | 4            | 1            | 0            | 0            | 0               | 0               | 0               | 0               | 31       | 9      | 9           | 2          |
| F. Palmieri      | 33       | 8       | 6           | 0          | 3            | 1            | 2            | 0            | 6               | 4               | 0               | 0               | 42       | 13     | 8           | 0          |
| F. Pecchia       | 26       | 1       | 4           | 0          | 2            | 0            | 0            | 0            | 0               | 0               | 0               | 0               | 28       | 1      | 4           | 0          |
| E. Pesaresi      | 0        | 0       | 0           | 0          | 1            | 0            | 0            | 0            | 3               | 0               | 0               | 0               | 4        | 0      | 0           | 0          |
| G. Piredda       | 1        | 0       | 0           | 0          | 1            | 0            | 0            | 0            | 0               | 0               | 0               | 0               | 2        | 0      | 0           | 0          |
| N. Sakić         | 25       | 0       | 8           | 2          | 3            | 0            | 0            | 0            | 5               | 0               | 1               | 0               | 33       | 0      | 9           | 2          |
| P. Soares        | -        | -       | -           | -          | -            | -            | -            | -            | 1               | 0               | 0               | 0               | 1        | 0      | 0           | 0          |
| M. Solari        | 1        | 0       | 1           | 0          | 0            | 0            | 0            | 0            | 0               | 0               | 0               | 0               | 1        | 0      | 1           | 0          |
| M. Sgrò          | 15       | 0       | 0           | 0          | 2            | 0            | 1            | 0            | 6               | 0               | 2               | 0               | 23       | 0      | 3           | 0          |
| L. Sharpe        | 3        | 0       | 0           | 0          | 0            | 0            | 0            | 0            | 0               | 0               | 0               | 0               | 3        | 0      | 0           | 0          |
| S. Vergassola    | 19       | 0       | 3           | 1          | 3            | 0            | 0            | 0            | 1               | 0               | 0               | 0               | 23       | 0      | 3           | 1          |
| B. Živković      | 4        | 0       | 0           | 0          | 1            | 0            | 0            | 0            | 5               | 0               | 1               | 0               | 10       | 0      | 1           | 0          |